# Leucobryum cambouei
Leucobryum cambouei är en bladmossart som beskrevs av Cardot in Grandidier 1915. Leucobryum cambouei ingår i släktet Leucobryum och familjen Dicranaceae. Inga underarter finns listade i Catalogue of Life.